# Макува (мова)

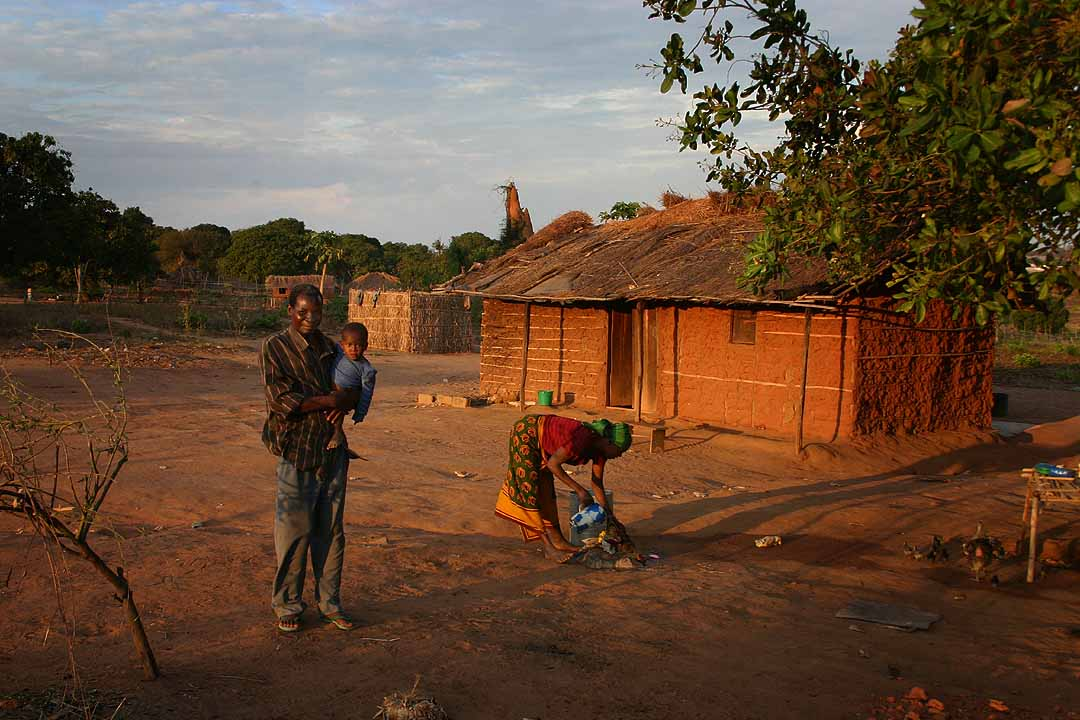
Сім'я макуа в місті Нампула

Мова макува (макхува, макуа) — мова групи банту. Носії — 2,5 млн чол., належать до народності макуа, проживають на півночі р. Замбезі в Мозамбіку, особливо в провінції Нампула. Мова є найважливішою тубільною мовою Мозамбіку. Також поширена у Танзанії. Найближчий родич мови ломве.